# Puya simulans
Puya simulans är en gräsväxtart som beskrevs av Lyman Bradford Smith. Puya simulans ingår i släktet Puya och familjen Bromeliaceae. Inga underarter finns listade i Catalogue of Life.